# サッカーブルターニュ代表
サッカーブルターニュ代表（サッカーブルターニュだいひょう、フランス語: Équipe de Bretagne de football）は、フランス・ブルターニュ半島におけるサッカーの選抜チームである。ブルターニュ代表は、FIFA及び、UEFAに加盟していないので、FIFAワールドカップやUEFA欧州選手権に出場する事はできない。しかし、ブルターニュ半島はケルト諸語圏に含まれる6つの地域の一つであり、グレートブリテン島に対抗して「リトルブリテン」と呼ばれた地域である。それゆえ、フランスサッカー連盟及びFIFAの援助 (III.8.3, p. 59).を受けてきた。ブルターニュ半島のアマチュアサッカーリーグであるLigue de Bretagne,Ligue Atlantiqueはフランスサッカー連盟の地域リーグとして位置づけられている。
ブルターニュサッカー協会は、リーグ・アン,リーグ・ドゥ,フランス全国選手権より100人以上のブルターニュ出身である選手を、海外の有名なサッカークラブの有力選手を数人プールしている。フランスワールドカップの優勝メンバーであるステファヌ・ギヴァルシュもブルターニュ出身である。
また、アイルランド,ウェールズ,スコットランドとの間で、ケルト・ネイションカップを実施している。

## 現代表
2011年6月2日、赤道ギニア代表戦招集メンバー
| No. | Pos. | 選手名                        | 原語表記       | 生年月日（年齢） | 出場数 | 在籍クラブ                      |
| --- | ---- | ----------------------------- | -------------- | ---------------- | ------ | ------------------------------- |
|     | GK   | ヴィンセント・ブライアント    | {{{原語表記}}} | 1986年1月9日     |        | CSスダン・アルデンヌ            |
|     | GK   | ミカエル・キャラデク          | {{{原語表記}}} | 1982年4月29日    |        | LBシャトールー                  |
|     | DF   | フローレント・ベスナルド      | {{{原語表記}}} | 1984年4月30日    |        | パリFC                          |
|     | DF   | ジャン=クリストファー・セスト | {{{原語表記}}} | 1987年1月24日    |        | US Le Pontet                    |
|     | DF   | ニコラス・ジレット            | {{{原語表記}}} | 1976年8月11日    |        | アンジェSCO                     |
|     | DF   | アーナルド・レ・ラン          | {{{原語表記}}} | 1978年3月22日    |        | FCロリアン                      |
|     | DF   | ジェレミー・レ・ソルネ        | {{{原語表記}}} | 1988年1月25日    |        | FCロリアン                      |
|     | DF   | ロマイン・ポレッチ            | {{{原語表記}}} | 1988年9月23日    |        | ガゼレク・アジャクシオ          |
|     | DF   | ピエール・タルモント          | {{{原語表記}}} | 1977年4月6日     |        | スタッド・ラヴァル              |
|     | DF   | ロマイン・トーマス            | {{{原語表記}}} | 1988年6月12日    |        | USジャンヌダルク・カルクフー    |
|     | MF   | ピエール＝イブス・ベゴ        | {{{原語表記}}} | 1986年10月3日    |        | Stade Plabennecois              |
|     | MF   | ロナン・ビゲール              | {{{原語表記}}} | 1985年10月8日    |        | Les Herbiers VF                 |
|     | MF   | ディヴィド・ボアード          | {{{原語表記}}} | 1977年3月12日    |        | ヴァンヌOC                      |
|     | MF   | マシュー・ボイヤー            | {{{原語表記}}} | 1987年1月17日    |        | Trélissac FC                    |
|     | MF   | ファビエン・デブレイ          | {{{原語表記}}} | 1981年10月5日    |        | UJAマッカビ・パリ・メトロポール |
|     | MF   | ジュリエン・フェレット        | {{{原語表記}}} | 1982年7月5日     |        | ASナンシー                      |
|     | MF   | オリバー・ジェジェン          | {{{原語表記}}} | 1990年6月27日    |        | Stade Plabennecois              |
|     | MF   | マエル・リリエン              | {{{原語表記}}} | 1990年8月30日    |        | EAギャンガン                    |
|     | MF   | ジェローメ・レボイック        | {{{原語表記}}} | 1979年12月26日   |        | スタッド・ラヴァル              |
|     | MF   | ジラルメ・モウレック          | {{{原語表記}}} | 1980年3月7日     |        | クレルモン・フット              |
|     | MF   | ファリド・レイズ              | {{{原語表記}}} | 1990年2月7日     |        | Stade Plabennecois              |
|     | FW   | ヴィンセント・レ・バロン      | {{{原語表記}}} | 1989年6月10日    |        | ヴァンヌOC                      |
|     | FW   | ヴィンセント・レ・マット      | {{{原語表記}}} | 1986年4月22日    |        | USオルレアン・ロワレ            |
|     | FW   | ヤン・ケルモルガン            | {{{原語表記}}} | 1981年11月8日    |        | チャールトン・アスレティックFC  |

## 結果
| 日程           | 開催都市                   | ホーム         | スコア     | アウェー         |
| -------------- | -------------------------- | -------------- | ---------- | ---------------- |
| 1922年3月12日  | レンヌ                     | ブルターニュ   | 1–0        | ルクセンブルク   |
| 1923年2月11日  | エシュ＝シュル＝アルゼット | ルクセンブルク | 1–4        | ブルターニュ     |
| 1923年11月1日  | レンヌ                     | ブルターニュ   | 1–5        | ノルウェー       |
| 1924年3月23日  | レンヌ                     | ブルターニュ   | 1–1        | ルクセンブルク   |
| 1925年2月22日  | ルクセンブルク             | ルクセンブルク | 1–1        | ブルターニュ     |
| 1938年4月10日  | ブレスト                   | ブルターニュ   | 試合中止   | ドイツ XI        |
| 1939年4月23日  | ブレスト                   | ブルターニュ   | 3–1        | ルクセンブルク   |
| 1988年12月30日 | ブレスト                   | ブルターニュ   | 6–2 (室内) | アメリカ合衆国   |
| 1998年5月21日  | レンヌ                     | ブルターニュ   | 1–1        | カメルーン       |
| 1999年5月25日  | ナント                     | ブルターニュ   | 試合中止 ° | アイルランド     |
| 2000年5月30日  | ナント                     | ブルターニュ   | 試合中止 ° | ルーマニア       |
| 2001年3月20日  | アンジェ                   | ブルターニュ   | 試合中止 ° | キューバ         |
| 2001年5月22日  | ロリアン                   | ブルターニュ   | 試合中止 ° | モロッコ         |
| 2001年8月31日  | ロリアン                   | ブルターニュ   | 試合中止 ° | ラトビア         |
| 2003年6月      | -                          | ブルターニュ   | 試合中止 ° | ニュージーランド |
| 2008年5月20日  | サン＝ブリユー             | ブルターニュ   | 3–1        | コンゴ共和国     |
| 2010年5月19日  | アジャクシオ               | コルシカ島     | 2–0        | ブルターニュ     |
| 2010年5月21日  | バスティア                 | ブルターニュ   | 2–1        | トーゴ           |
| 2011年6月2日   | サン＝ナゼール             | ブルターニュ   | 0–1        | 赤道ギニア       |
| 2013年5月28日  | ナント                     | ブルターニュ   | 1–0        | マリ             |

° 両チームで合意に達していたが、フランスサッカー連盟の圧力により中止に追い込まれた (1999年～2005年)